# Interverbum
Interverbum, grundat 1974, är ett kunskapsföretag inom översättning, tolkning, språkutbildning, lokalisering av programvaror och webbplatser samt terminologihantering. 1998 köpte Roderick Martin det och bjöd in Bengt Sjögren och Jonas Linholm som partners. 
I oktober 1999 gick Interverbum samman med Exportrådet Språktjänst, etablerat 1887. Tillsammans har man tillgång till ett globalt språkhanteringsnätverk. Med hjälp av projektledare, interna översättare, lingvister, grafiker, datatekniker, språklärare, tolkar och cirka 1 000 frilansande översättare runt om i världen, kan Interverbum hantera flerspråkiga översättningsprojekt. 
Verksamheten drivs för närvarande från kontor i Stockholm, Göteborg, Malmö, Linköping, Köpenhamn, London, New York, Chicago, Boise, Los Angeles samt Singapore.
Interverbum är en av delägarna i ETC Brussels NV, som grundades 1988, och är ett nätverk av europeiska översättningsbolag som tillhandahåller EU komplett språkservice för översättning till alla EU-språken.
Interverbum köptes upp av finländska AAC Global i augusti 2008.